# 茂木町ケーブルテレビ
茂木町ケーブルテレビ（もてぎまちケーブルテレビ）は、茂木町が運営するケーブルテレビ局である。
当記事では、2024年3月までの公設公営型時代について記載している。

## 概要
テレビ放送のデジタル化（2011年実施）を背景に、1970年代から運用されていた新茂木テレビ共聴組合の施設の一部を引き継ぎ、2007年4月に開局した。
施設の老朽化を受けて、2022年から2023年にかけて総務省からの補助を受けた上で、ケーブルテレビ網全域を光化（FTTH化）すると共に、2024年から施設の運営を従来の公設公営型から公設民営型に変更し、栃木市に本社を置く「ケーブルテレビ株式会社」が指定管理者に就任した。
出典：“茂木町ケーブルテレビについて”.   栃木県茂木町. 2024年4月4日閲覧。
（外部リンクも参照）

## 所在地
- 栃木県芳賀郡茂木町茂木1583　まちかど図書館2F　茂木町情報センター

※ 茂木町茂木1499-4にあったとされる「新茂木テレビ共聴組合」のセンターとは別に設置された。

## サービスエリア
- 栃木県芳賀郡茂木町

## 主な放送チャンネル

### テレビ局
| アナログ | デジタル  | 放送局         |
| -------- | --------- | -------------- |
| 1        | TV011-012 | NHK総合        |
| 2        | BS161-163 | BS-TBS         |
| 3        | TV021-023 | NHK教育        |
| 4        | TV041-042 | 日本テレビ     |
| 5        | TV031-032 | とちぎテレビ   |
| 6        | TV061-062 | TBSテレビ      |
| 8        | TV081-083 | フジテレビ     |
| 9        | BS141-143 | BS日テレ       |
| 10       | TV051-053 | テレビ朝日     |
| 11       | TV11      | あいあいテレビ |
| 12       | TV071-073 | テレビ東京     |
| C20      | BS231-232 | 放送大学テレビ |
| C22      | BS101-102 | NHK BS         |

- 11chあいあいテレビは、茂木町が運営する「行政チャンネル」（自主放送）である。

## 共聴組合からの移行措置
新茂木テレビ共聴組合と茂木町テレビ受信施設組合の加入者は、茂木町ケーブルテレビの加入者負担金を免除されたが加入手続きは必要であった。また「茂木町テレビ受信施設組合」からの加入者は2009年3月までの経過措置として使用料が半額とされた。